# Asadullah Chalid

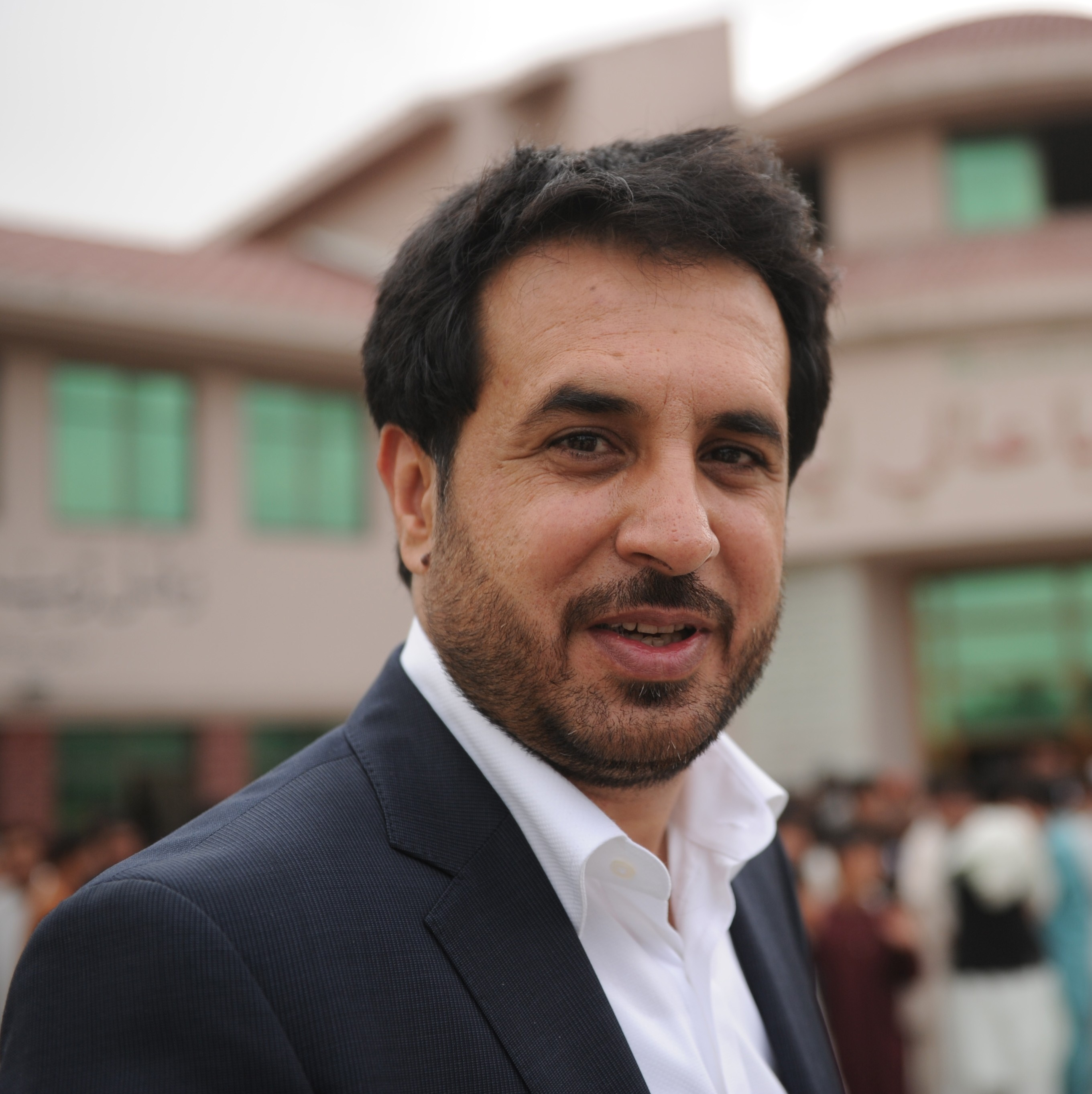
Asadullah Chalid (2011)

Asadullah Chalid ist ein afghanischer Politiker. Er war von 2001 bis 2005 Gouverneur der Provinz Kandahar und von 2005 bis 2008 Gouverneur der Provinz Ghazni. Anschließend wurde er Minister für Stammesfragen und Sondergesandter für Südafghanistan in der Regierung von Hamid Karsai. Am 23. Dezember 2018 nominierte ihn Staatspräsident Ghani als Verteidigungsminister.
Chalid ist Paschtune. Er studierte Politik auf der Universität Kabul, brach aber vorzeitig ab und schloss sich der Nordallianz an.

## Anschläge auf Chalid
Am 17. Mai 2007 wurde auf ihn ein Selbstmordanschlag verübt, den er aber mit leichten Verletzungen überlebte.
Am 6. Dezember 2012 explodierte eine Granate in einem Gästehaus, in dem sich Chalid aufhielt. Er überlebte schwer verletzt.

## Foltervorwürfe
Am 12. April 2010 erhob CBC News schwere Vorwürfe gegen Chalid. So soll sich unter seinem Gästehaus ein Folterkeller befunden haben. Außerdem sollen Dokumente existieren, in denen der kanadische Diplomat Chris Alexander Chalid beschuldigt, fünf Mitarbeiter der Vereinten Nationen mittels einer Bombe getötet zu haben, um seine Aktivitäten im Drogenhandel zu schützen.